# Exeland
Exeland és una població dels Estats Units a l'estat de Wisconsin. Segons el cens del 2000 tenia 212 habitants.

## Demografia
Segons el cens del 2000, Exeland tenia 212 habitants, 92 habitatges, i 63 famílies. La densitat de població era de 73,7 habitants per km².
Dels 92 habitatges en un 23,9% hi vivien nens de menys de 18 anys, en un 46,7% hi vivien parelles casades, en un 13% dones solteres, i en un 31,5% no eren unitats familiars. En el 28,3% dels habitatges hi vivien persones soles el 15,2% de les quals corresponia a persones de 65 anys o més que vivien soles. El nombre mitjà de persones vivint en cada habitatge era de 2,3 i el nombre mitjà de persones que vivien en cada família era de 2,81.
Per edats la població es repartia de la següent manera: un 24,1% tenia menys de 18 anys, un 6,1% entre 18 i 24, un 20,8% entre 25 i 44, un 27,4% de 45 a 60 i un 21,7% 65 anys o més.
L'edat mediana era de 44 anys. Per cada 100 dones de 18 o més anys hi havia 83 homes.
La renda mediana per habitatge era de 21.000 $ i la renda mediana per família de 31.071 $. Els homes tenien una renda mediana de 28.542 $ mentre que les dones 20.500 $. La renda per capita de la població era de 14.689 $. Aproximadament el 10,6% de les famílies i el 14,2% de la població estaven per davall del llindar de pobresa.

## Poblacions més properes
El següent diagrama mostra les poblacions més properes.